# Села (Подчетртек)
Села (словен. Sela) је насељено место у општини Подчетртек, Савињска регија, Словенија.

## Историја
До територијалне реорганизације у Словенији била су у саставу старе општине Шмарје при Јелшах.

## Становништво
У попису становништва из 2011. године, Села су имала 137 становника.
| Број становника према пописима | Број становника према пописима | Број становника према пописима |
| ------------------------------ | ------------------------------ | ------------------------------ |
| 1991                           | 2002                           | 2011                           |
| 113                            | 109                            | 137                            |

Напомена: Године 2009. извршена је мања размена територија између насеља Имено и Села.